# 2447 Kronstadt
2447 Kronstadt је астероид главног астероидног појаса са средњом удаљеношћу од Сунца која износи 2,537 астрономских јединица (АЈ).
Апсолутна магнитуда астероида је 13,0.